# Chiesa di San Michele Arcangelo (Malmissole)
La chiesa di San Michele Arcangelo a Malmissole è una chiesa della diocesi di Forlì-Bertinoro, situata nella frazione del comune di Forlì chiamata Malmissole.

## Storia
La frazione attualmente chiamata Malmissole unisce due territori di campagna, uno chiamato propriamente Malmissole (terreno coltivato da manumissi, schiavi liberati), l'altro detto Boaria (probabilmente in quanto adibito al pascolo dei buoi). La zona aveva in origine due chiese, una per località: la prima, dedicata a San Michele, è l'antenata di quella odierna, mentre l'altra, chiamata Santuario della Madonna della Boara, è stata completamente distrutta durante la Seconda guerra mondiale. Di entrambe esistevano testimonianze fin dal Duecento, ma la chiesa di Malmissole era stata ristrutturata nel 1895, mentre il santuario, un oratorio più piccolo, era stato ricostruito nel 1937. 
Nel 1944 i tedeschi minarono entrambe le costruzioni e il santuario venne atterrato, mentre la chiesa di San Michele subì danni soprattutto al campanile. Grazie all'iniziativa del parroco, don Giacomo Zaccaria, venne recuperata fra le macerie del Santuario l'immagine della Madonna del Carmine che dava il nome al luogo di culto e trasportata nella chiesa di San Michele, dove tuttora si trova in un altare laterale. Il Santuario, però, non venne più ricostruito. Resta al suo posto una celletta votiva, non visibile dalla strada che ora ha cambiato posizione rispetto a quella dell'epoca in cui esisteva il santuario. 
La chiesa di San Michele, invece, venne ricostruita nel Dopoguerra e ridata al culto nel 1951; resta l'unico luogo di culto della frazione, nonché parrocchia.

## Descrizione

### Esterno

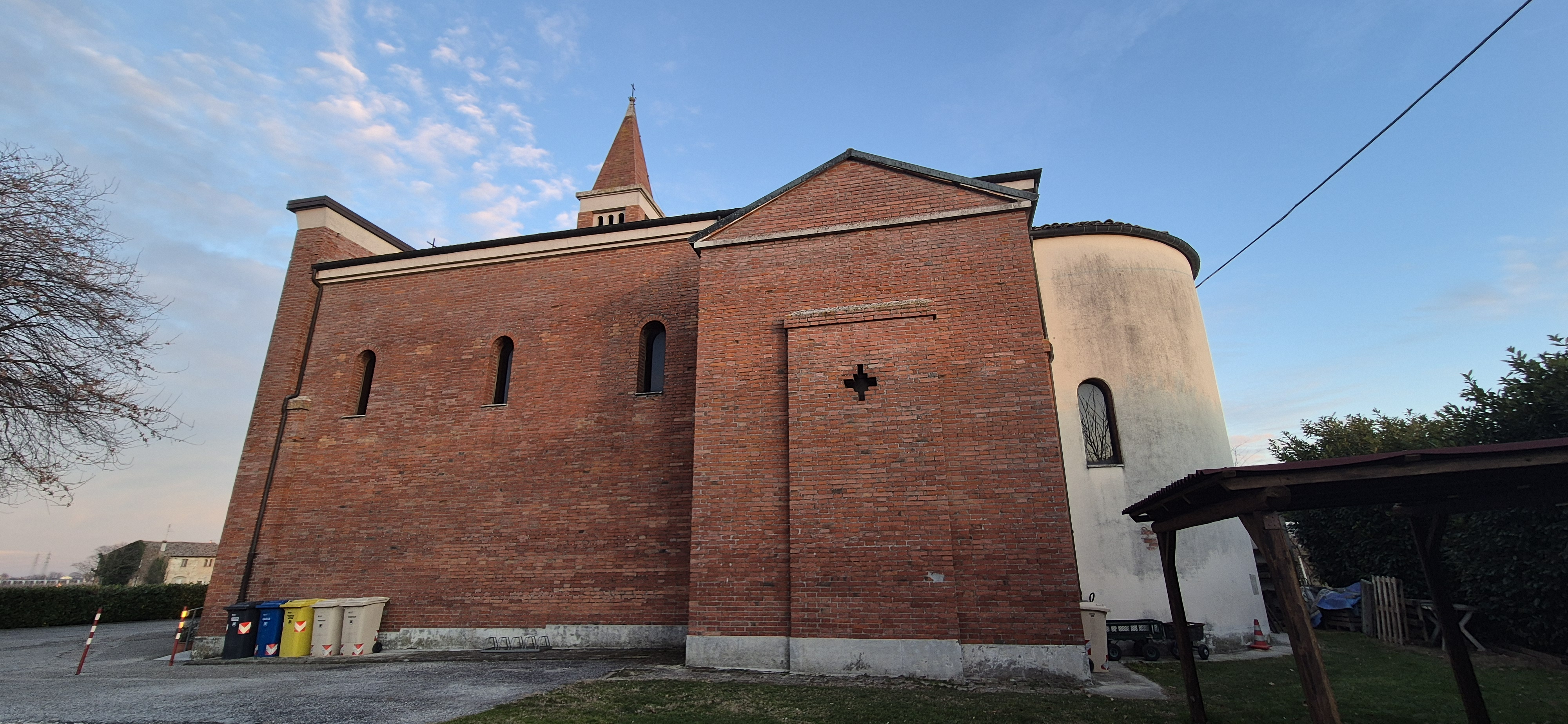
Chiesa di San Michele arcangelo, Malmissole, Forlì (visione laterale)

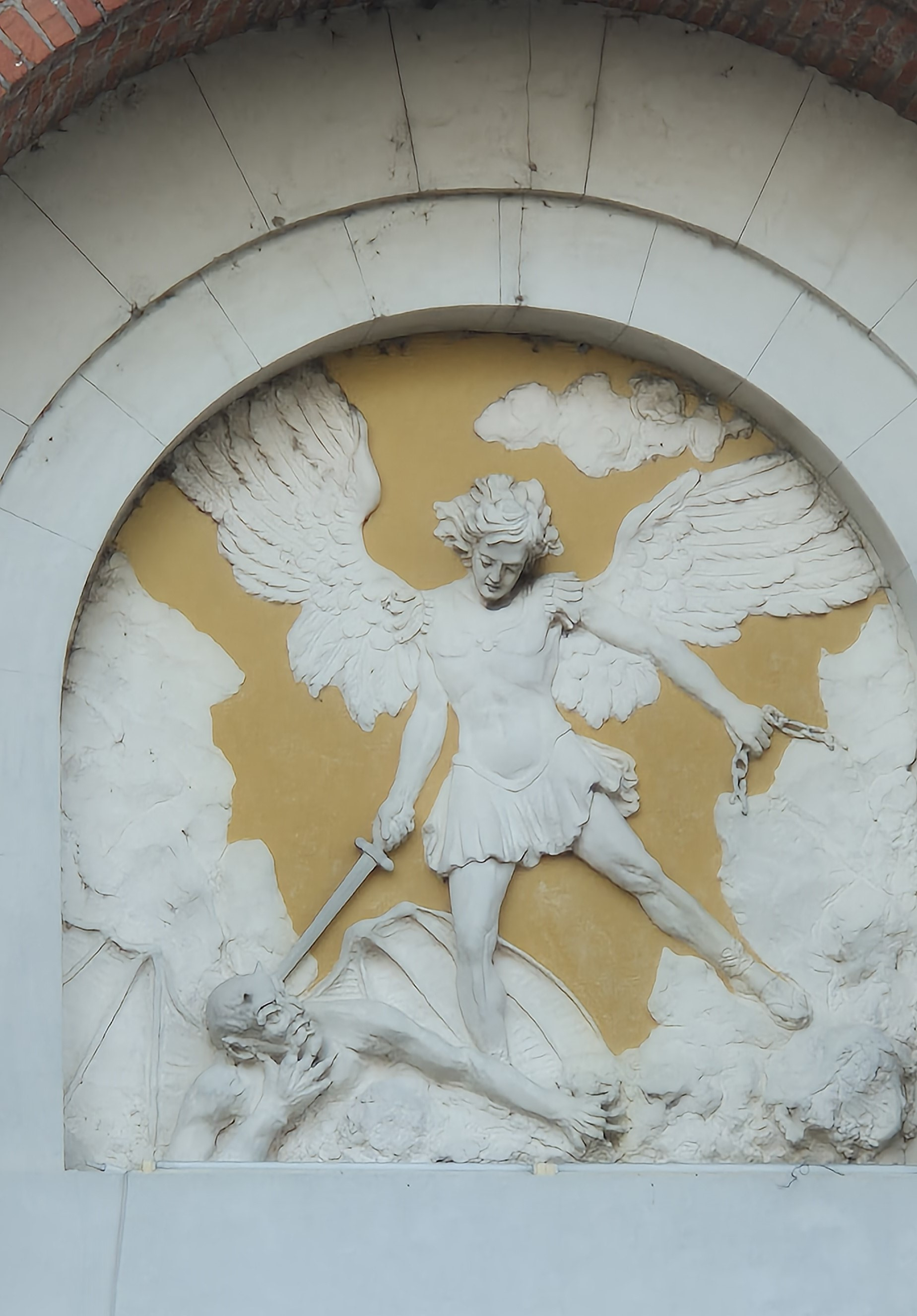
Chiesa di San Michele arcangelo, Malmissole, Forlì (Rilievo con San Michele)

La chiesa presenta una facciata quadrangolare in mattoni rossi in cui si apre un arco rientrante con un rilievo bianco-giallo che raffigura san Michele arcangelo che sconfigge il demonio. Nella fascia superiore una banda chiara chiude la facciata.
Il prospetto laterale di destra evidenzia la presenza della cappella laterale interna, le monofore, la piccola aperura a forma di croce e l'abside semicircolare che all'esterno è intonacata di bianco. L'altro lato, invece, dove si innalza il campanile, non adiacente alla facciata, non è visibile in quanto sono a esso addossati gli edifici della canonica.
Anche nel campanile è riprodotta la bicromia, tipicamente padana, bianco-rossa e viene ripreso il motivo degli archetti a tutto sesto e della semplice profilatura bianca.

### Interno

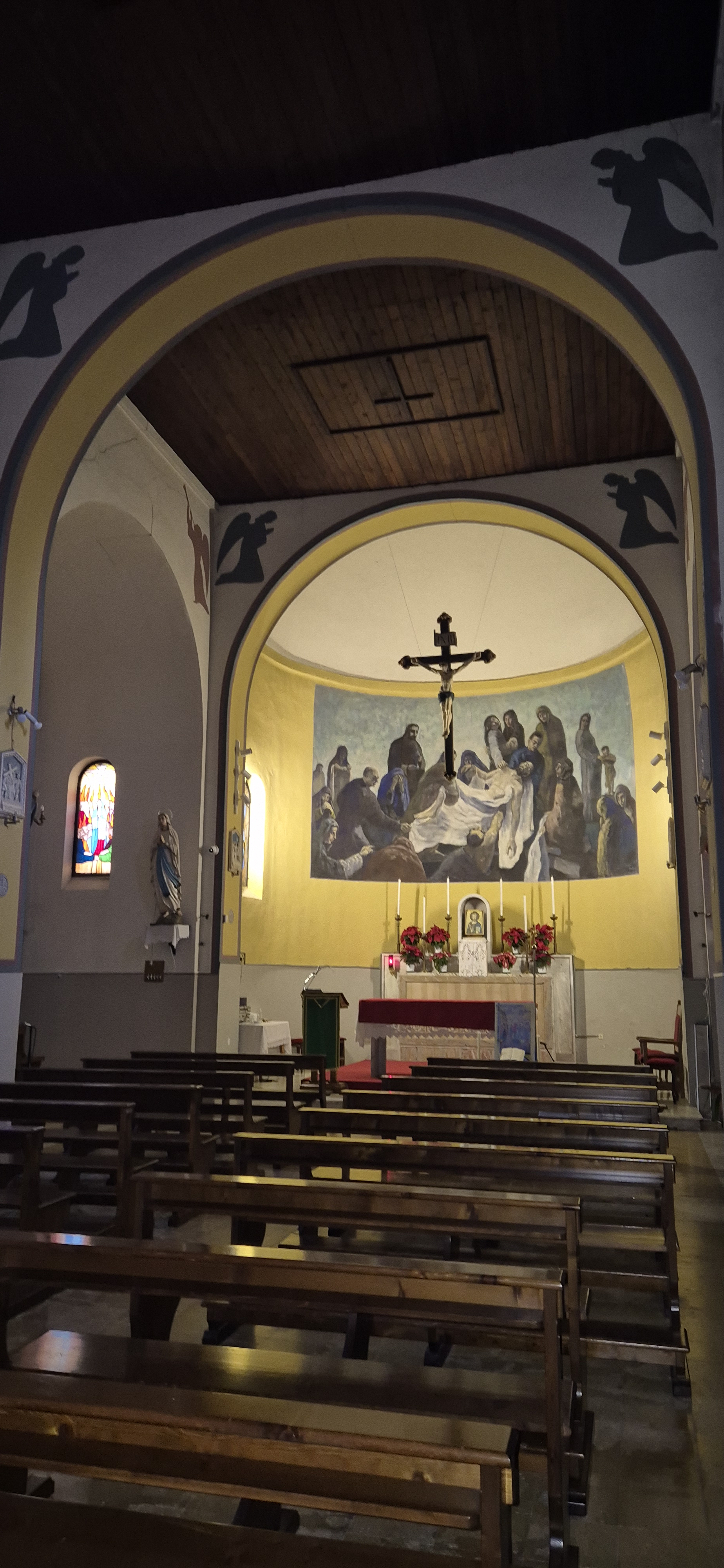
Chiesa di San Michele arcangelo, Malmissole, Forlì (interno)

L'interno è ad aula unica con soffitto in legno. Presenta due archi a tutto sesto che identificano una campata isolata in cui si aprono due cappelle laterali della stessa forma, sporgenti rispetto al corpo della chiesa, che creano così un impianto a croce latina. La zona presbiteriale è ricavata grazie a un'abside a forma semicircolare. La decorazione è sobria, equilibrata e ben armonizzata con l'architettura semplice della chiesa. 

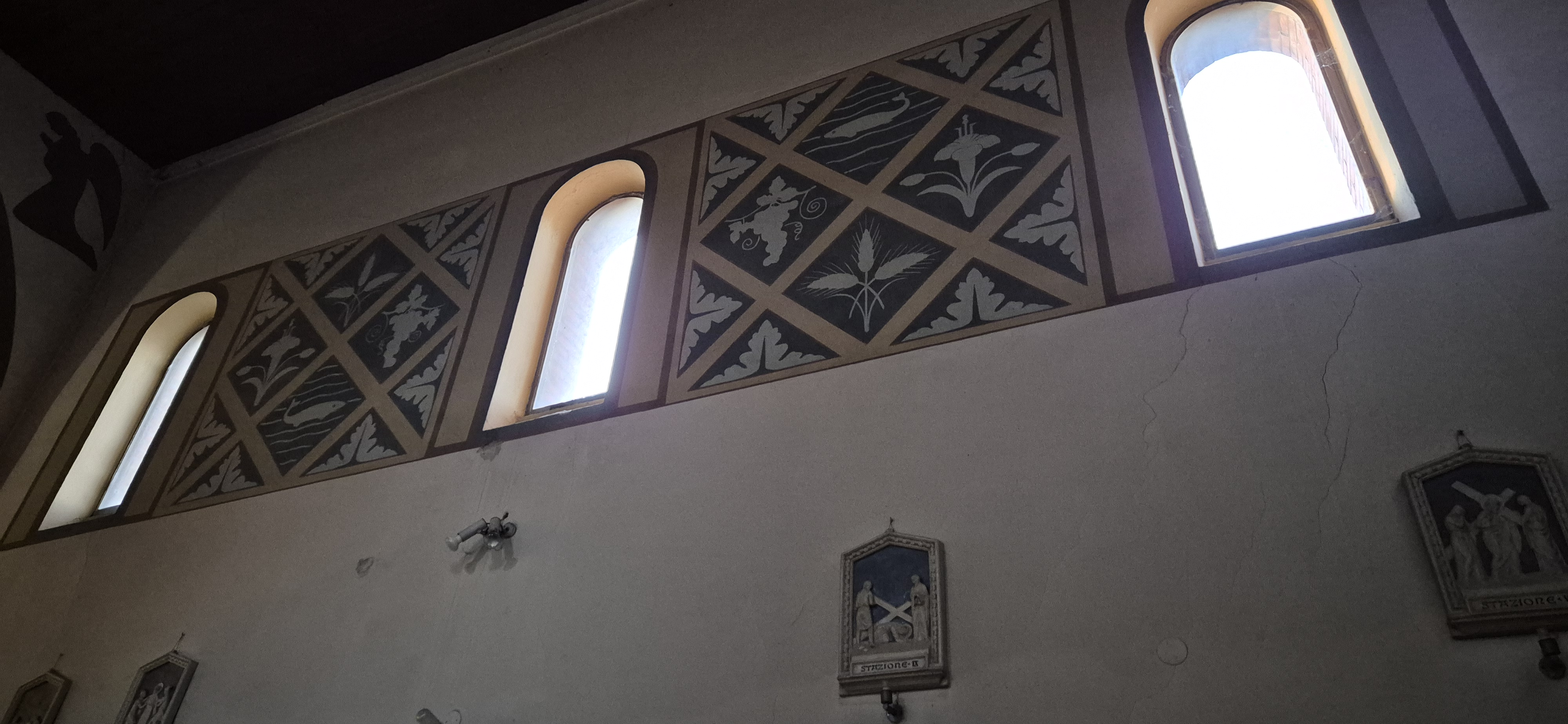
Chiesa di San Michele arcangelo, Malmissole, Forlì (navata laterale)

Lungo le navate, fra le monofore, si trovano dei simboli cristiani in sagome semplici, il grano e l'uva eucaristici e il pesce. Al di sotto dei reticoli con i simboli si trova una via crucis in ceramica bianca e azzurra. La stessa scelta decorativa semplice si ha nelle risulte degli archi dove si trovano sagome di angeli inginocchiati (in verde) o intenti a suonare la tromba (in rosso, sopra le cappelle laterali).

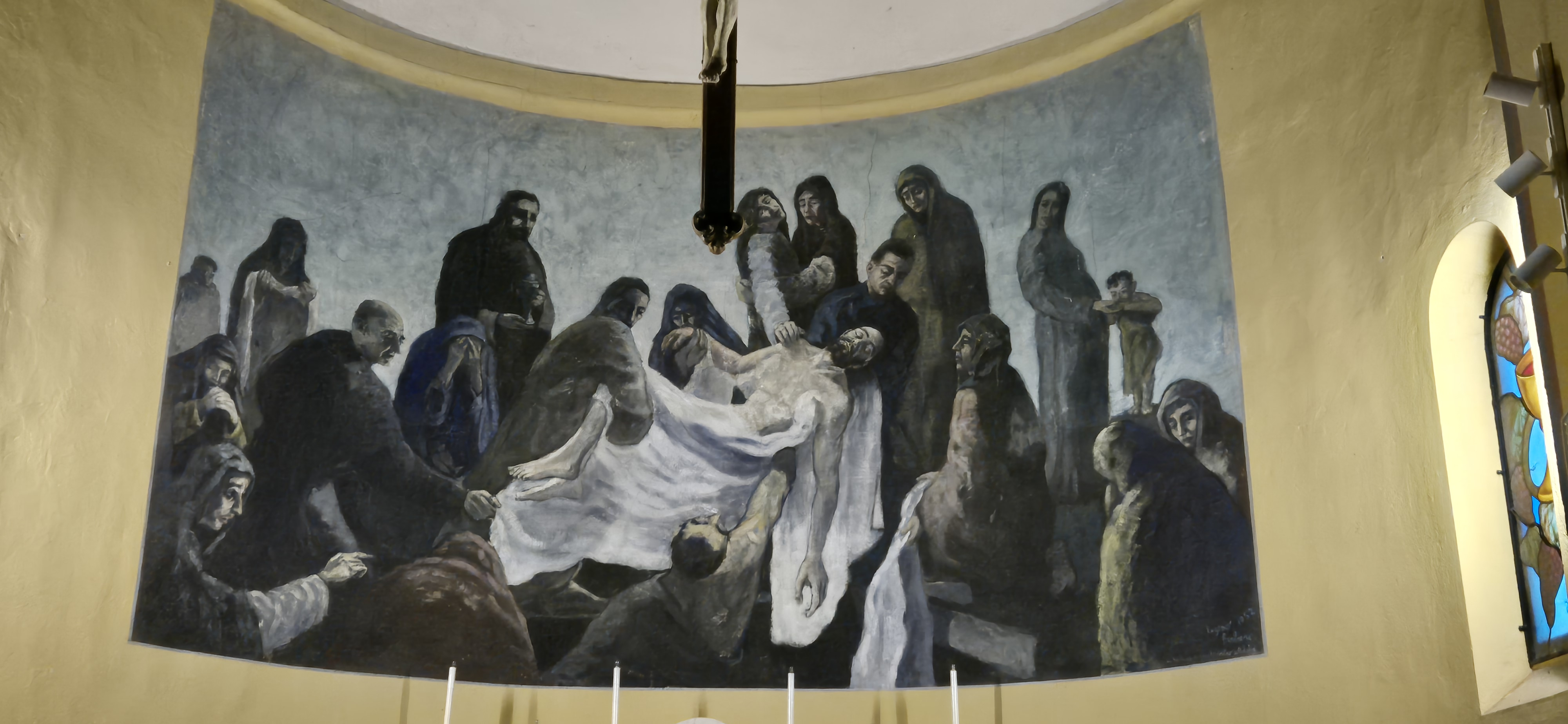
Eugenio Barbieri, Sepoltura di Cristo, pittura murale, 1952, Malmissole, Chiesa di San Michele

L'altare principale reca una dipinto murale di grande pregio eseguito dal pittore Eugenio Barbieri (1927-2015) nel 1952. Rappresenta la Sepoltura di Cristo. L'immagine dolente si concentra sulle sole figure umane dato che lo sfondo è livido e uniforme. Il Cristo centrale è il cardine della rappresentazione e incarnazione del dolore delle figure che lo circondano che appaiono espressive ma misurate. I toni cupi e l'effetto materico, nonché il sottinsù conferiscono solennità e monumentalità alla scena. L'abilità del pittore si nota anche dal modo notevole in cui ha superato la difficoltà tecnica di lavorare su una superficie incurvata. In basso a destra si leggono firma e data.
I due altari laterali presentano un impianto simile, quello a sinistra è dedicato al Sacro Cuore di Gesù. Quello di destra, invece, ha al centro la superstite immagine della Beata Vergine del Carmelo che si venerava nel Santuario della Madonna della Boara, distrutto durante la guerra e mai più ricostruito.

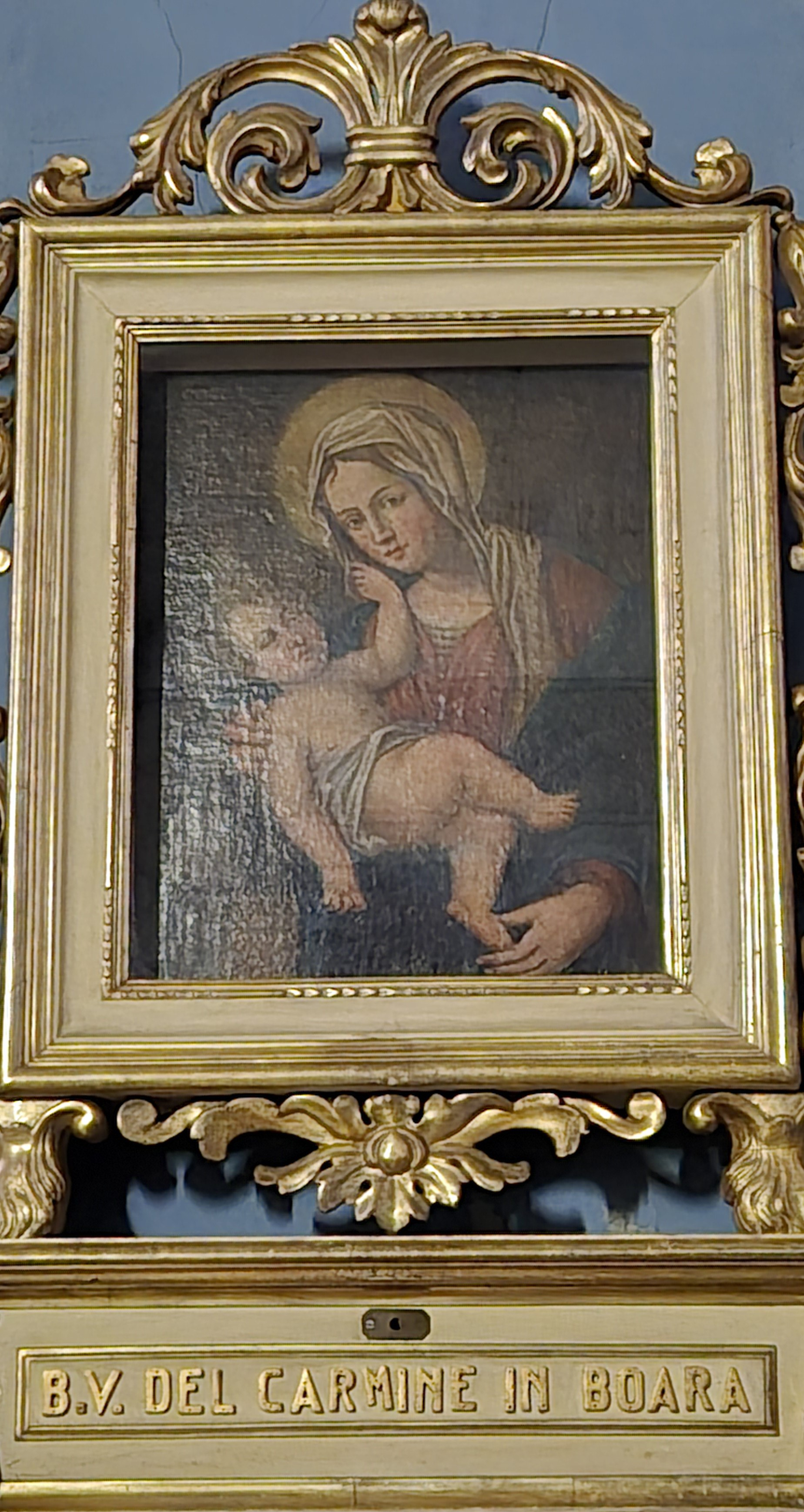
Beata Vergine del Carmine in Boara, Malmissole, Chiesa di San Michele